# Compsocerops
Compsocerops là một chi lưỡng cư bộ Temnospondyli đã tuyệt chủng sống vào cuối kỷ Tam Điệp ở khu vực ngày nay là Ấn Độ, Argentina, Úc, Nam Phi và Brasil.

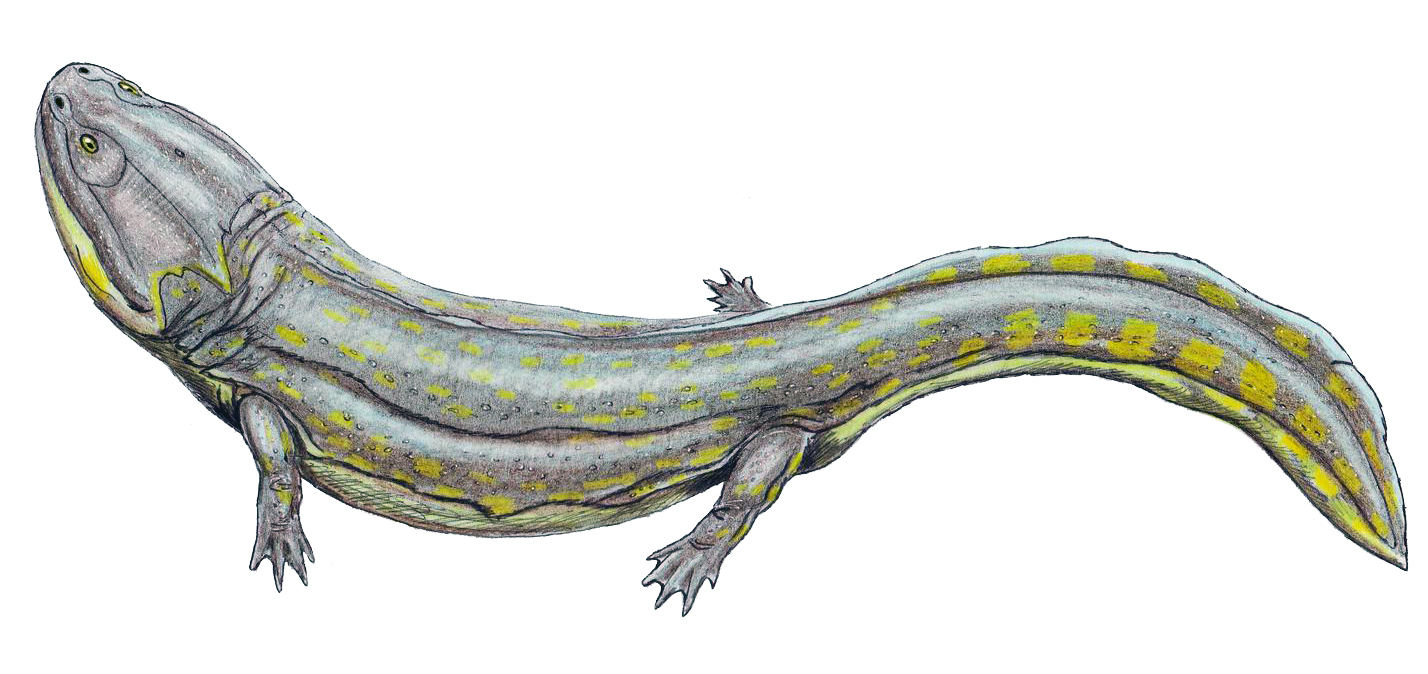
Compsocerops cosgriffi